# Bayley (đô vật)
Pamela Rose Martinez (sinh 15 tháng 6 năm 1989) là một đô vật chuyên nghiệp người Hoa Kỳ hiện đang ký hợp đồng với WWE dưới cái tên Bayley, biểu diễn trên thương hiệu SmackDown và là người giữ đai SmackDown Women's Champion lâu nhất trong lịch sử WWE. 
Trước khi thi đấu cho WWE, Martinez đấu cho mạch độc lập dưới cái tên võ đài Davina Rose. Sau khi ký hợp đồng với WWE vào năm 2012, cô được giới thiệu là Bayley, và thắng đai NXT Women's Championship năm 2015. Bayley ra mắt dàn sao chính năm 2016, và trở thành một lần Raw Women's Champion, thành viên Women's Tag Team Champion đầu tiên là một phần của The Boss 'n' Hug Connection (với Sasha Banks) và hai lần SmackDown Women's Champion. Những thành tựu cô đạt được gồm thắng trận đấu thang Money in the Bank năm 2019 và sử dụng thành công cơ hội vô địch của cô ấy trong cùng đêm sau chiến thắng giành được cặp và vô địch SmackDown Women's lần đầu tiên.
Tổng cộng, Bayley giành được năm chức vô địch nữ ở WWE, và là phụ nữ đầu tiên thắng tất cả bốn đai Raw, SmackDown, NXT, và Women's Tag Team Champion. Cô cũng lập kỷ lục là cô gái đầu tiên thắng Triple Crown và Grand Slam Champion trong lịch sử WWE. Ngoài ra, Bayley cũng là cô gái đầu tiên bảo vệ đai thành công ở Saudi Arabia tại Super ShowDown.

## Thời niên thiếu
Martinez lớn lên ở Bay Area, ngoại ô San Jose, California có cha là người Mỹ gốc Mexico và mẹ là người Mỹ gốc Anglo. Cô học tại Independence Hight School ở San Jose và một lần là đội trưởng nhóm bóng rổ của trường. 

## Sự nghiệp đấu vật chuyên nghiệp

### Mạch độc lập (2008—2012)
Martinez tham dự chương trình Big Time Wrestling, là một chương trình đấu vật chuyên nghiệp ở Bắc California, khi cô 11 tuổi. Vào tháng 4 năm 2008, cô bắt đầu sự nghiệp đấu vật chuyên nghiệp ở tuổi 18, tham gia lớp huấn luyện của Big Time Wrestling và cô được huấn luyện bởi Jason Styles, một trong những lý do khiến Martinez xem xét Big Time Wrestling là chương trình nhà của cô ấy. Cô đấu trận đầu tiên vào tháng 9 năm 2008. Trong mạch độc lập Mỹ, Martinez đấu dưới tên Davina Rose. Rose đấu cho Big Time Wrestling từ 2008 đến 2012. Giữa năm 2011-2012, Rose phân chia để vật cho các chương trình khác như NWA Championship Wrestling từ Hollywood, Pro Wrestling Destination, Shine Wrestling.
Vào tháng 10 năm 2010, Rose lần đầu gặp cố vấn Serena và họ cùng nhau lập một nhóm. Vào tháng 10 năm 2011, Rose lần đầu ra mắt Shimmer Women Athletes tại tapings Shimmer Tập 41-44, cô trở nên bị lôi kéo bởi mối thù của Serena, với Canadian Ninjas (Portia Perez và Nicole Matthew). Tại tapings, Rose thua tất cả bốn trận đấu bao gồm trận ra mắt Mercedes Martinez. Năm 2012, Rose tiếp tục đấu cho Simmer và cô có trận thắng đầu tiên trong tập 48, cô hợp tác với Mia Yim đánh bại Melanie Cruise và Mena Libra; trong tập 51 và 52, Rose có hai trận thắng đơn đầu tiên tại Shimmer, với chiến thắng trước Cherry Bomb và Rhia O'Reilly.

### WWE

#### Thời gian đầu xuất hiện trên NXT (2012-2015)

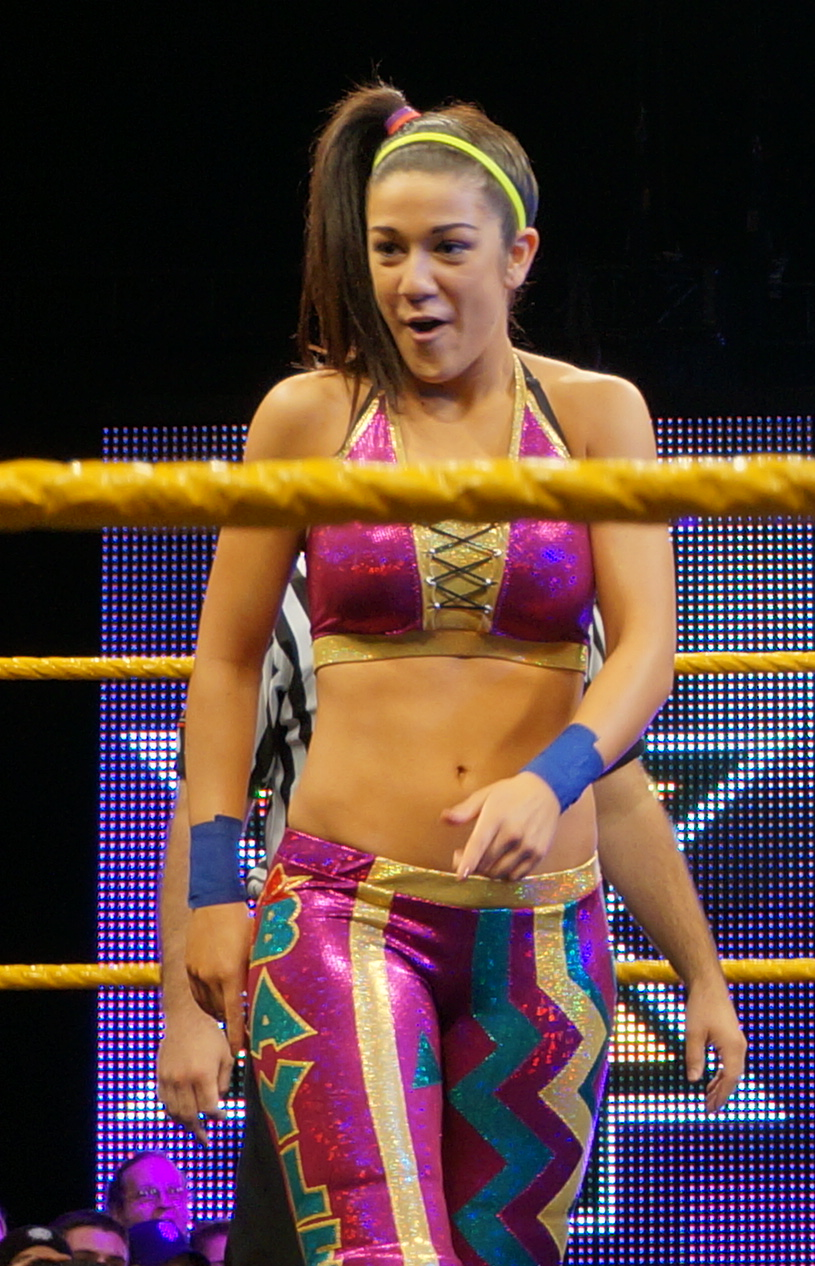
Bayley vào tháng 4 năm 2014

Vào tháng 12 năm 2012, Martinez được xác nhận ký hợp đồng với WWE. Vào tháng 1 năm 2013, Martinez có sự ra mắt trên thương hiệu phát triển độc lập của WWE là NXT tại sự kiện trực tiếp, đấu vật dưới các mánh lới. Cô sau đó lấy tên võ đài là Bayley và có sự ra mắt trên truyền hình NXT và thua Paige trong tập ngày 20 tháng 3. Vào ngày 12 tháng 6, Bayley chuyển sang nhân vật mới doy-ended fangirl, sau đó thua Alicia Fox trong vòng một Giải đấu NXT Women's Championship để có thể trở thành nhà vô địch đầu tiên. Vào ngày 21 tháng 8, Bayley không thành công thách đấu AJ Lee cho đai Divas Champion. Bayley có lần thắng đầu tiên, hợp tác với Charlotte Flair chống lại Alicia Fox và Aksana vào ngày 4 tháng 9. Sự khó chịu của Charlotte, The BFFs–Beautiful, Fierce Females (Sasha Banks và Summer Rae) cố gắng thuyết phục Bayley gia nhập nhóm của họ, nhưng dẫn tới Charlotte tấn công Bayley trong trận đấu với BFFs vào ngày 13 tháng 11 và ngay lập tức tham gia BFFs. Bayley sau đó hợp tác một thời gian ngắn với dàn sao chính Diva Natalya, đánh bại Banks trong trận đồng đội và đơn.
Vào ngày 1 tháng 5 năm 2014, Bayley thua Giải đấu NXT Women's Champion sau khi thua Banks ở vòng một. Sau khi đè đếm Charlotte trong trận đồng đội, Bayley đánh bại Banks để trở thành ứng cử viên số một tranh đai NXT Women's với Charlotte, nhưng đã thất bại tại NXT TakeOver: Fatal 4-Way, và trong trận tái đấu ngày 2 tháng 10. Vào giữa tháng 10, sau khi thua Banks, Bayley bị tấn công bởi bạn cũ Becky Lynch, và Bayley hợp tác với Charlotte chống lại Banks và Lynch vài tuần sau. Vào ngày 27 tháng 11, Bayley bị Banks và Lynch tấn công, khiến cô bị thương đầu gối theo cốt truyện. Cô trở lại ngày 21 tháng 1 năm 2015, giúp Charlotte trong vụ tấn công bởi Banks và Lynch, và sau đó cô tấn công luôn Charlotte. Vào ngày 11 tháng 2 tại NXT TakeOver: Rival, cô đấu trong trận bốn người cho Giải NXT Women's Champion, nhưng đã thất bại.

#### Nhà vô địch Nữ NXT (2015-2016)
Vào tháng 3 năm 2015, Bayley bắt đầu mối thù với Emma sau khi cô ta chỉ trích Bayley vì cô quá tốt bụng và điều đó khiến cô không thể trở thành Nhà vô địch Nữ NXT. Điều này dẫn đến một trận đấu giữa hai người vào ngày 1 tháng 4, Bayley thắng. Ngày 29 tháng 4, Bayley bị Dana Brooke đánh bại do Emma phá đám. Bayley trả thù Emma vào tuần sau, cô tấn công cô ta sau trận thua Emma và Charlotte. Tại NXT TakeOver: Unstoppable vào ngày 20 tháng 5, cô hợp tác với Charlotte để đánh bại Emma và Dana, sau trận đấu cô bị Emma và Dana tấn công. Sau một thời gian không xuất hiện ngắn, cô trở lại sau chấn thương tay vào ngày 22 tháng 7, cô đánh bại Emma và nói rằng mục tiêu mới của cô là NXT Women's Champion, chính thức chấm dứt mối thù.
Vào tháng 8 năm 2015, sau khi đánh bại Charlotte, cô đánh bại Lynch để trở thành ứng cử viên số một tranh đai NXT Women's. Vào ngày 22 tháng 8 tại NXT TakeOver: Brooklyn, Bayley đánh bại Sasha Banks để thắng đai NXT Women's Champion lần đầu tiên, sau trận đấu cô ăn mừng với Banks, Lynch và Charlotte. Trong trận tái đấu giữa hai người, tại sự kiện chính NXT TakeOver: Respect vào ngày 7 tháng 10, trận Iron Man 30 phút đầu tiên của nữ trong lịch sử WWE, 
Bayley đánh bại Banks 3-2 để khiến trận hòa 3 đều không thành công vì chỉ còn 3 giây. Trong lần giữ đai, cô đánh bại các ứng cử viên khác như Alexa Bliss, Eva Marie, Nia Jax và Carmella.
Vào ngày 16 tháng 3 năm 2016, khi cô và Asuka thắng trận đồng đội, Tổng giám đốc William Regal tuyên bố cô sẽ phải bảo vệ đai trước Asuka vào ngày 1 tháng 4 tại NXT TakeOver: Dallas. Tại sự kiện, Bayley mất danh hiệu trước Asuka, chấm dứt 223 ngày giữ đai của cô. Sau một thời gian gián đoạn, cô trở lại ngày 18 tháng 5 sau khi bị Nia Jax thách đấu, và cô bị đánh bại. Sau khi bị thay thế bởi Jax tại NXT TakeOver: The End do chấn thương theo cốt truyện khiến cô không thể thi đấu trong trận tái đấu tranh NXT Women's trước Asuka. Cô trở lại vào ngày 22 tháng 6, đánh bại Deonna Purrazzo. Vào ngày 27 tháng 7, cô yêu cầu Tổng giám đốc NXT William Regal một trận tái đấu Asuka tranh NXT Women's tại NXT TakeOver: Brooklyn II, ông ấy đồng ý. Hai tuần sau vào ngày 10 tháng 8, một hợp đồng được ký kết giữa hai đối thủ, và tại sự kiện ngày 20 tháng 8, Bayley thất bại trong trận cuối cùng của cô tại NXT. 

#### Nhà vô địch Nữ Raw (2016-2017)

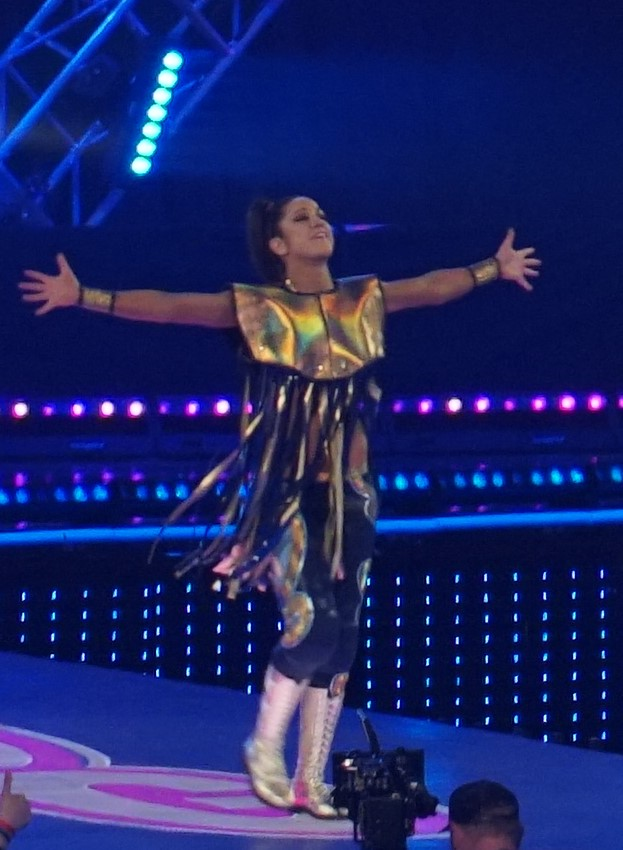
Bayley tại WrestleMania 34

Vào ngày 24 tháng 7 tại Battleground, cô ra mắt dàn sao chính WWE, xuất hiện với tư cách là đối tác bí ẩn của Sasha Banks, đánh bại Charlotte và Broke. Vào ngày 22 tháng 8 trong Raw, Bayley ra mắt dàn sao chính sau khi thành lập một phần của thương hiệu bởi quản lý Raw Mick Foley, nơi cô đối mặt và thách thức Raw Women's Champion Charlotte trong trận tranh đai, mà Charlotte từ chối và thay thế vị trí của cô thành Dana Brooke đối mặt cô, Bayley đánh bại. Tại Clash of Champions, Bayley không thành công tranh đai với Charlotte trong trận ba người, bao gồm cả Banks. Trong thời gian này, cô thù với Brooke hai lần cãi lộn và chiến thắng vài trận đấu. Đỉnh điểm là trận đấu tại Hell in a Cell vào ngày 30 tháng 10 và Bayley thắng. Tại Survivor Series vào ngày 20 tháng 11, Bayley sống sót cùng với Charlotte là thành viên đội Raw, nhưng mà bị Flair tấn công sau trận đấu.
Vào ngày 2 tháng 1 năm 2017, Bayley đánh bại Jax để trở thành ứng cử viên số một cho đai Raw Women's Champion của Charlotte. Cô thách đấu Flair tại Royal Rumble nhưng không thành công. Cô có trận tái đấu sau khi cô, Cesaro và Sheamus đánh bại Flair, Gallows và Anderson trong đêm tiếp theo tại Raw, với Bayley đè đếm Falair. Hai tuần sau vào ngày 13 tháng 2 trong Raw, Bayley đánh bại Flair trong sự kiện chính để giành đai vô địch nữ Raw nhờ có sự hỗ trợ từ Banks. Tại Fastlane, Bayley bảo toàn danh hiệu chống lại Charlotte cảm ơn sự hủy diệt từ Banks lần lượt cho Charlotte trong lần thua xem-trả-tiền của cô. Tại WrestleMania 33 trong lần ra mắt WrestleMania của Bayley, cô bảo toàn đai chống lại Charlotte, Banks và Jax trong trận đấu bốn người loại bỏ. Vào ngày 30 tháng 4, Bayley để mất danh hiệu cho Bliss tại Payback chấm dứt 76 ngày giữ đai của mình. Cô thua trận tranh đai kiểu kendo tại Extreme Rules vào ngày 4 tháng 6. Trong tháng 7, Bayley một lần nữa trở thành ứng cử viên số một tranh đai vô địch và đối mặt Bliss tại SummerSlam ngày 20 tháng 8. Bayley trở lại sau chấn thương ngày 18 tháng 9 trong Raw giúp Banks chống lại Bliss và Jax. Tại No Mercy sáu ngày sau, cô thua trận fatal five-way tranh đai vô địch Raw. 

#### The Boss 'n' Hug Connection (2017-2019)
Vào ngày 29 tháng 11 năm 2017, tại Survivor Series, Bayley một lần nữa thuộc Đội Raw trong trận đồng đội năm người loại bỏ, cô bị loại bởi Tamina. Cho đến cuối năm, Bayley, cùng Sasha Banks và Mickie James, bắt đầu thù với The Absolution (Paige, Mandy Rose và Sonya Devilles) dẫn đến mối thù đơn và những trận đồng đội, mà Absolution thường thắng. Vào ngày 28 tháng 1 năm 2018, tại Royal Rumble, Bayley trở thành một trong những người tham gia trận đấu Royal Rumble nữ đầu tiên, xuất phát ở số 29 nhưng bị loại bởi bạn thân, Banks. Vài tuần sau, vào ngày 25 tháng 2 tại Elimination Chamber, Bayley tham gia trận Elimination Chamber nữ đầu tiên, cô bị loại bởi Alexa Bliss sau khi Banks pushed her off a pod.
Trong trước Kick-off WrestleMania 34, Bayley tham gia trận Battle Royal WrestleMania nữ đầu tiên, cô trả thù bằng cách loại Banks, và là đô vật nữ cuối cùng trụ lại trước khi bị người thắng trận Naomi loại. Vào ngày 26 tháng 3 trong Raw, sau tuần thù oán, bao gồm Bayley phản bội Banks trong trận đấu của họ, Bayley và Banks cãi lộn trong hậu trường và bị ngăn lại bởi các nhân viên. Hai lần đối mặt vào giưa tháng 4 nhưng trận đấu kết thúc với no-contest sau khi The Riotts Squad (Ruby Riotts, Sarah Logan và Liv Morgan) can thiệp và tấn công cả hai. Cũng như giữa năm 2018, Bayley và Banks tiếp tục tấn công lẫn nhau, và nói rằng sẽ tham gia cuộc điều trị tâm lý để cải thiện tình bạn của họ. Vào tháng 7, cả hai tái hợp và thành lập một nhóm, The Boss 'n' Hug Connection. Vào ngày 17 tháng 2 năm 2019 tại Elimination Chamber, Bayley và Banks trở thành nhà vô địch đầu tiên giữ WWE Women's Tag Team Championship bằng cách loại Mandy Rose và Sonya Devilles trong trận đồng đội Elimination Chamber. Họ bảo toàn thành công danh hiệu lần đầu tại Fastlane, chống lại Nia Jax và Tamina. Tại WrestleMania 35 vào ngày 25 tháng 3, họ để mất danh hiệu cho The IIconnics trong trận đấu bốn người chấm dứt 49 ngày giữ đai của họ. Vào ngày 15 tháng 4, WWE công bố video Bayley không trở về kể từ các cuộc gọi của Banks. 

#### SmackDown Women's Champion và trở mặt (2019-2020)
Vào ngày 16 tháng 4, Bayley được draft sang SmackDown tại Superstar Shake-up, giải tán nhóm của cô với Sasha Banks lúc đó vắng mặt, vẫn ở tại Raw. Tại The Shield's Final Chapter, Bayley hợp tác với Ember Moon đánh bại The Riott Squad. Vào ngày 19 tháng 5 tại Money in the Bank, Bayley giành chiến thắng trận Money in the Bank nữ, giúp cô có một trận tranh đai vô địch nữ bất cứ lúc nào cô chọn. Sau đêm đó, cô cash-in Money in the Bank và đánh bại Charlotte Flair để lần đầu giành đai WWE SmackDown Women's Championship. Chiến thắng giúp cô trở thành người thắng Grand Slam đầu tiên trong lịch sử WWE. Suốt tháng 6 và 7, Bayley có thù với Alexa Bliss và Nikki Cross, và cô đánh bại Bliss tại Stompingground, rồi bảo toàn đai trước Bliss và Cross tại Extreme Rules. Tại SummerSlam, Bayley bảo toàn đai trước Ember Moon.
Vào ngày 2 tháng 9 trong Raw, Bayley quay gót lần đầu tiên trong sự nghiệp WWE của mình, qua việc giúp Banks tấn Becky Lynch. Đêm tiếp theo, Bayley biện minh cho vụ tấn công Lynch là cô chỉ giúp Banks vì tình bạn của họ. Bayley bảo vệ đai thành công trước Charlotte tại Clash of Champions sau khi sử dụng một chiếc chìa khóa bị lộ, nhưng mất đai vào Flair tại Hell in a Cell, chấm dứt triều đại của cô với 140 ngày. Ngày 11 tháng 10 trong SmackDown, Bayley thay đổi diện mạo, cắt tóc ngắn ngang vai, và tấn công "gã ống bơ" (gọi là Bayley Buddies) trên lối vào võ đài, sau đó lấy lại đai một lần nữa trước Flair. Sau đó cô liên tục công kích người hâm mộ bằng lời nói, củng cố nhân vật của mình, tiếp tục tình bạn với Banks. Tại Survivor Series, cô bắt đầu thù Lacey Evans sau khi xúc phạm những đô vật nữ khác vì họ trình diễn qua tệ tại Survivor Series. Evans cắt lời Bayley và nói cô ấy đã thoát khỏi áp lực. Banks xen vào giữa Bayley và Evans nhưng Evans đã tung một đòn vào Banks rồi rời võ đài. Tại Royal Rumble, cô bảo toàn đai trước Evans. Vào ngày 27 tháng 2 năm 2020, Bayley đánh bại Naomi để bảo toàn đai tại Super ShowDown.
Ngày 20 tháng 3 trong SmackDown, Bayley và Banks ra võ đài và nói họ sẽ bỏ qua WrestleMania 36; nhưng Paige gián đoạn và tuyên bố Bayley phải bảo vệ đai trước Lacey Evans, Dana Brooke (sau đó bị loại), Tamina, Naomi và Sasha Banks trong trận đấu sáu người tại sự kiện đó. Tại WrestleMania 36, Bayley vô tình đụng phải Banks, người hợp tác với Bayley phần lớn trận đấu, gây nên một cuộc cãi nhau ngắn giữa hai người. Lợi dụng sự mất tập trung đó, Evans loại Banks, nhưng Bayley vẫn giữ lại danh hiệu sau khi Banks trở lại võ đài và tấn công Evans. Ngày 10 tháng 4 trong SmackDown, Tamina thách đấu Bayley cho chức vô địch. Bayley chấp nhận chỉ khi Tamina có thể đánh bại Banks vào tuần sau. Tamina đánh bại Banks vào ngày 17 tháng 4 trong SmackDown và trận tranh đai giữa hai người được lên lịch cho Money in the Bank. Tại sự kiện, Bayley vẫn giữ đai nhờ sự can thiệp từ Banks. SmackDown phát sóng ngày 5 tháng 6 (ghi hình ngày 26 tháng 5), Bayley và Banks đánh bại Alexa Bliss và Nikki Cross để giành WWE Women's Tag Team Championship lần hai, điều này cũng khiến Bayley trở thành nhà vô địch giữ hai đai cùng lúc. Tại pay-per-view Backlash ngày 14 tháng 6, Bayley và Banks lần đầu tiên bảo vệ đai đồng đội thành công trong trận đồng đội ba nhóm, với Bliss và Cross, và The IIconics. Bayley bảo vệ đai thành công hai lần trước Nikki Cross, tại The Horror show at Extreme Rules, và tại SmackDown 31 tháng 7. Cô cũng bảo toàn đai trước Asuka tại SummerSlam. Một tuần sau tại pay-per-view Payback, Bayley và Banks bảo vệ đai đồng đội trước đội mới thành lập Nia Jax và Shayna Baszler, và để mất đai. SmackDown 4 tháng 9, Bayley và Banks thua Jax và Baszler trong trận tái đấu, Bayley đã phản bội Banks một lần nữa bằng cách tấn công cô ấy trong võ đài, qua đó giải tán đội. Lần phản bội trước đó là tại Raw 25 tháng 6 năm 2018.
Tại Clash of Champions, Bayley vẫn bảo toàn đai trước Asuka, và sau đó bị Banks tấn công. SmackDown 9 tháng 10, Bayley đấu với Banks thông qua countdown, đến ngày 11 tháng 10 cô đã giữ đai 365 ngày, đồng thời được lên kế hoạch bảo vệ đai trước Banks tại Hell in a Cell, nhưng đã mất đai do xin hàng, qua đó kết thúc 380 ngày giữ đai của cô. SmackDown 30 tháng 10, Bayley gặp Banks trong trận tái đấu tranh đai nhưng đã thất bại, khiến Banks lần đầu bảo vệ đai đơn thành công kể từ khi cô lên roster chính.

#### Role Model (2020 - nay)
Tại Survivor Series, Bayley là đội trưởng của đội SmackDown trước khi cô bị Peyton Royce loại. Sau đó, cô bắt đầu thù Bianca Belair sau khi cô bị Belair đánh bại tại SmackDown ngày 18 tháng 12, và lại thua trong suốt 6 tuần sau. Tại Royal Rumble, Bayley xuất hiện ở vị trí số 1, nhưng đã bị loại bởi người trụ lại cuối cùng Bianca Belair. Sau khi không thắng được trận Royal Rumble nữ, Bayley đánh bại hai thành viên The Riott Squad trong SmackDown 5 và 12 tháng 2. Tại WrestleMania 37, Bayley xuất hiện và lăng mạ những chủ nhân của sự kiện Hulk Hogan và Titus O'Neil, cho rằng các huyền thoại thiếu tôn trọng mình, rồi bị The Bella Twins tấn công. Sau đó, có thông tin cho rằng Bayley gặp Bianca Blair cho đai vô địch nữ SmackDown tại WrestleMania Backlash. Tại sự kiện này, Bayley đã thất bại. Cô cũng giành được đai lần thứ hai trong trận tái đấu tại Hell in a Cell trong trận đấu cùng tên. Vào ngày 9 tháng 7, WWE thông báo rằng Bayley sẽ phải nghỉ chín tháng do chấn thương. Nguyên nhân sau đó được tiết lộ là do rách ACL trong quá trình đào tạo tại WWE Performance Center ở Orlando, Florida. 

## Phong cách đấu vật chuyên nghiệp và cá nhân
Lúc bắt đầu sự nghiệp đấu vật và trong phần lớn sự nghiệp, nhân vật của Martinez là Bayley được mô tả là người "luôn thích ôm ấp" và xuất hiện cùng các người bơ được bơm hơi trong lối ra võ đài của cô cũng như ôm nhiều người hâm mộ (đặc biệt là trẻ nhỏ) đến xem. Cô còn có biệt danh là Dr. Hugonomics (nhái theo nhân vật Dr. Thugonomics của John Cena vào đầu những năm 2000).
Trên võ đài, Martinez sử dụng đòn ôm bụng đối thủ và bật ngược về phía sau được gọi là Suplex Bay-to-Belly. Tuy vậy, kể từ khi quay gót, cô sử dụng đòn cũ từ thời Indy được gọi là Rose Plant với đối thủ.
Vào ngày 2 tháng 9 năm 2019, lần đầu tiên Bayley quay gót trong sự nghiệp ở WWE, bắt đầu mô tả một nhân vật đạo đức giả khi cô hành động như không hề thay đổi, với nhạc nền vẫn thế, mặc dù phản diện và chiến thuật nghầm được phát triển hơn. Vào ngày 11 tháng 10, Bayley ra mắt diện mạo mới, cắt đi mái tóc đuôi ngựa, phá hủy những gã ống bơ và sử dụng lời lẽ xúc phạm người hâm mộ trong các trận đấu hoặc cuộc nói chuyện của cô.

## Truyền thông khác
Martinez là nhân vật chơi được trong bốn video game của WWE. Lần xuất hiện đầu tiên của cô trong game là WWE 2K17, rồi xuất hiện trong WWE 2K18, WWE 2K19 và WWE 2K20.

## Đời tư
Martinez có một em gái. Theo cô, Randy Savage, The Rock, The Hardy Boyz, Lita, Rey Mysterio, John Cena, Eddie Guerrero, Ivory, Victoria, Bret Hart, Triple H, The Fabiuos Moolah và Trish Stratus là những người có ảnh hưởng đến cô trong đấu vật.
Martinez đính hôn với Aaron Solow, người cô gặp vào năm 2010.

## Chức vô địch và thành tích
- Pro Wrestling Illustrated

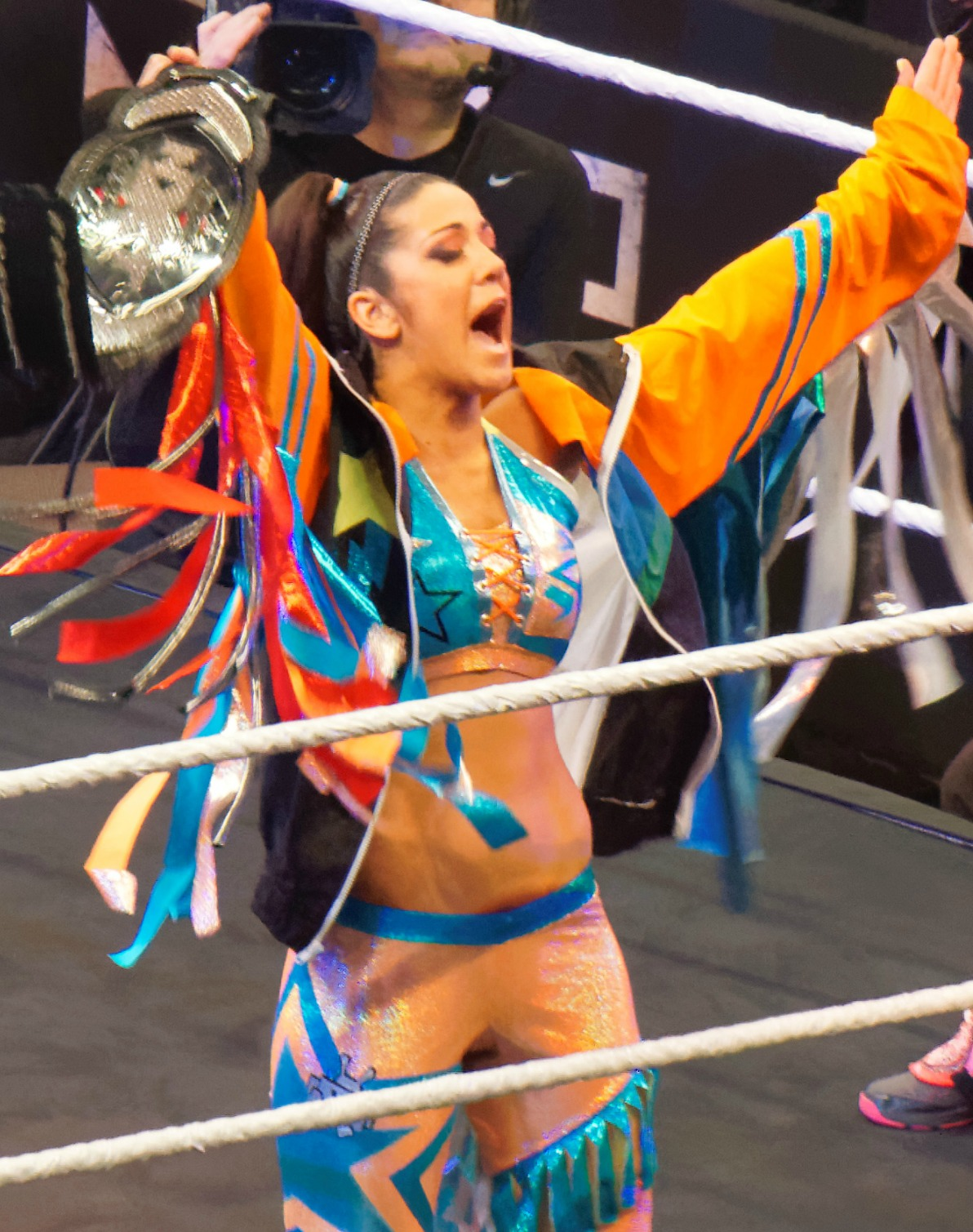
Bayley là cựu vô địch NXT Women's...

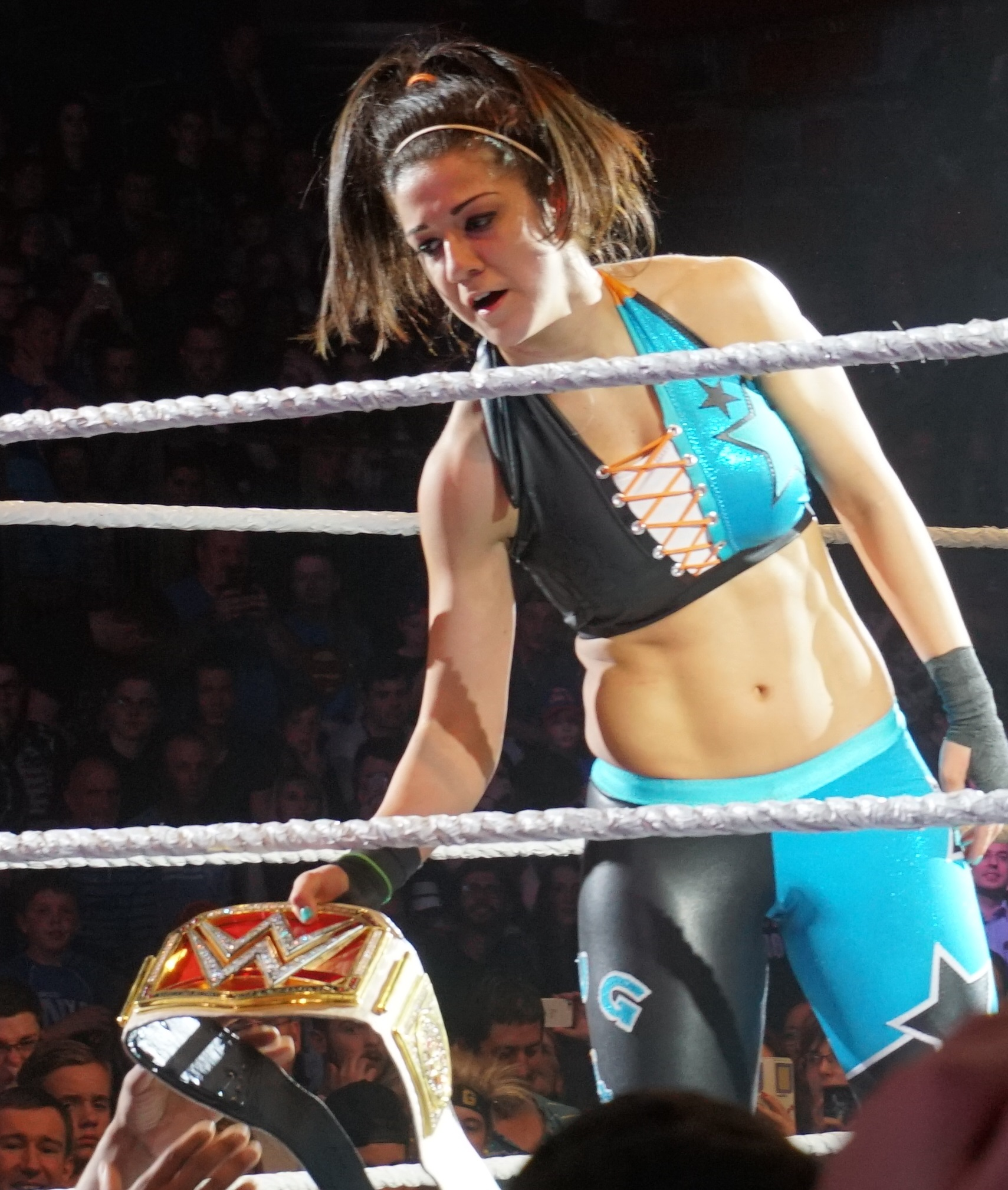
... và cựu WWE Raw Women's Championship...

... cũng như hai lần giành đai WWE SmackDown Women's Championship, lần giữ đai thứ hai của côa kéo dài 380 ngày, và cũng đồng thời có tổng thời gian giữ đai này lâu nhất, 520 ngày

  - Đô vật truyền cảm hứng của năm (2015,2016)
  - Trận đấu của năm (2015) vs Sasha Banks tại NXT TakeOver: Respect
  - Xếp thứ 5 tròn top 500 đô vật nữ hàng đầu theo PWI Female 500 năm 2016 và 2017
- Rolling Stone
  - NXT Match of the Year (2015) vs Sasha Banks tại NXT TakeOver: Brooklyn
  - NXT Title Feud of the Year (2015) vs Sasha Banks cho NXT Women's Championship
- Sports Illustrated
  - Xếp thứ 8 với Sasha Banks trong top 10 đô vật nữ của năm (2019)
- Wrestling Observer Newsletter
  - Most Improved (2015)
  - Worst Feud of the Year (2018)

vs Sasha Banks
- WWE
  - NXT Women's Championship (1 lần)
  - WWE Raw Women's Championship (2 lần)
  - WWE SmackDown Women's Championship (2 lần)
  - WWE Women's Tag Team Championship (2 lần) - với Sasha Banks
  - Money in the Bank (nữ 2019)
  - Nhà vô địch nữ Triple Crown đầu tiên
  - Nhà vô địch nữ Grand Slam đầu tiên
  - NXT Year-End Award (2 lần)
    - Đối thủ nữ của năm (2015)
    - Trận đấu của năm (2015) vs Sasha Banks tại NXT TakeOver:Brooklyn

  - Slammy Award (2 lần)
    - Double-Cross của năm (2020) - phản bội Sasha Banks trong SmackDown 4 tháng 9
    - Siêu sao truyền thông của năm (2020)

  - Bumpy Award (1 lần)
    - Đồng đội của năm (2020) - với Sasha Banks